# Baetodes deludens
Baetodes deludens är en dagsländeart som beskrevs av Lugo-ortiz och Mccafferty 1995. Baetodes deludens ingår i släktet Baetodes och familjen ådagsländor. Inga underarter finns listade i Catalogue of Life.